# Feigen-Spreizflügelfalter
|  | Dieser Artikel wurde aufgrund von formalen oder inhaltlichen Mängeln in der Qualitätssicherung Biologie zur Verbesserung eingetragen. Dies geschieht, um die Qualität der Biologie-Artikel auf ein akzeptables Niveau zu bringen. Bitte hilf mit, diesen Artikel zu verbessern! Artikel, die nicht signifikant verbessert werden, können gegebenenfalls gelöscht werden. Lies dazu auch die näheren Informationen in den Mindestanforderungen an Biologie-Artikel. |

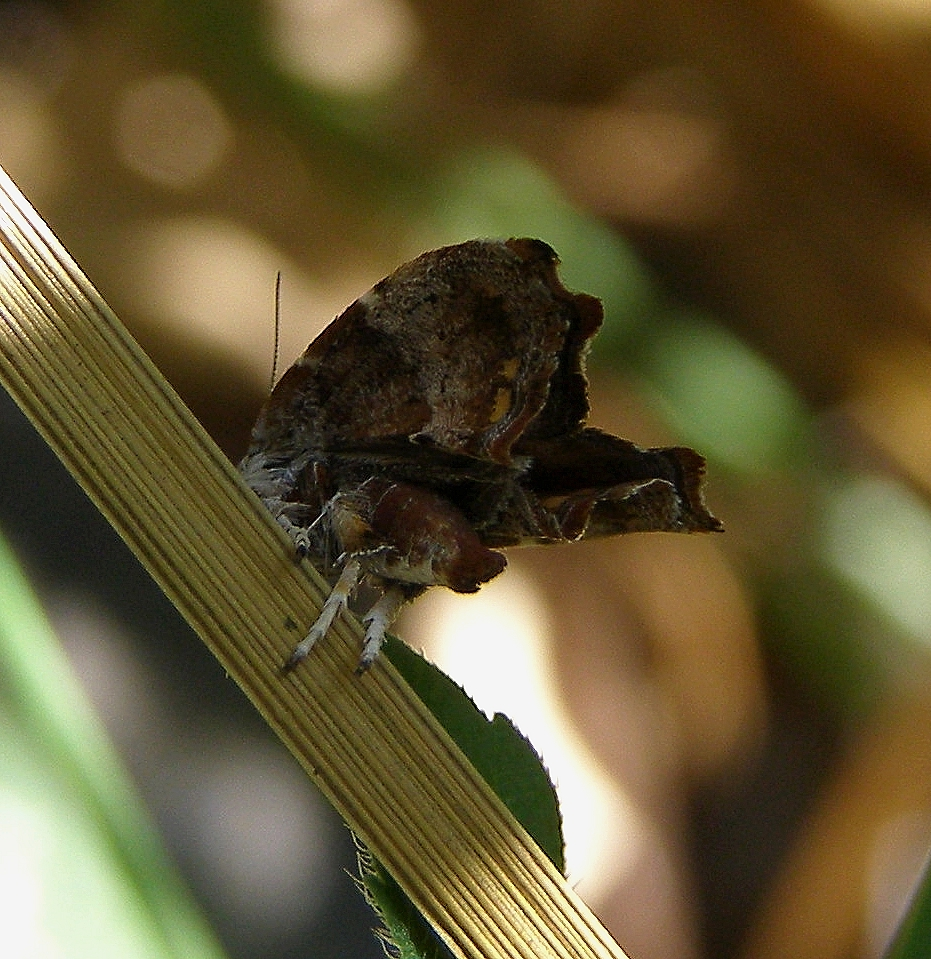
Feigen-Spreizflügelfalter von unten

Der Feigen-Spreizflügelfalter (Choreutis nemorana) ist ein Schmetterling aus der Familie der Spreizflügelfalter (Choreutidae). Er kommt vor allem auf den Kanaren, Madeira, im Mittelmeerraum, Nordafrika, in Asien und auch in Mitteleuropa vor. Die Flügelspannweite beträgt 16 bis 20 Millimeter.
Der Feigen-Spreizflügelfalter kommt ursprünglich aus dem Mittelmeerraum, hat sich aber in den letzten Jahren entlang des Rheintals in Regionen mit Weinbauklima weiter nach Norden ausgebreitet. Dies liegt zum einen an der Klimaerwärmung und zum anderen an der weiteren Verbreitung seiner Nahrungsquelle – die Feige.
Der eigentliche Schädling für die Feige ist nicht der adulte Falter, sondern dessen bis zu ca. 20 mm lange Raupen, die sich von den Blättern der Feige ernähren.

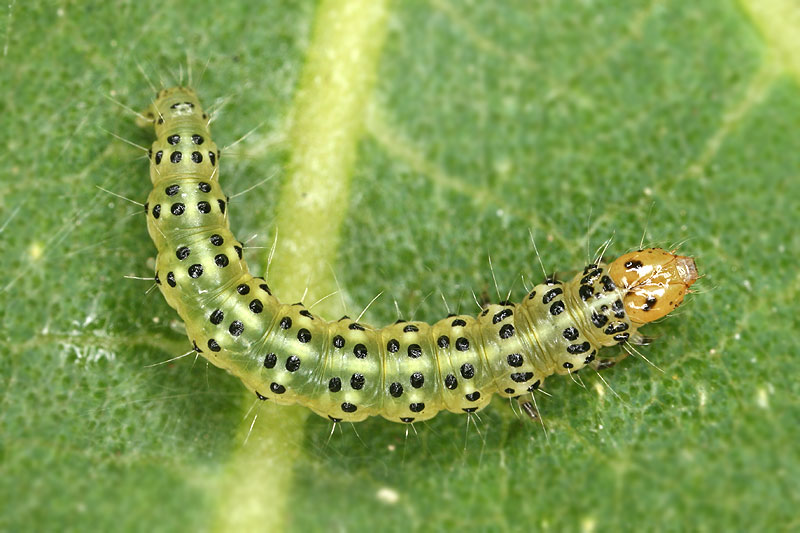
Raupe des Choreutis nemorana

Die Raupen hinterlassen Fraßspuren, die in der Regel aber den Feigen nicht schaden.
Die Raupen findet man in zwei Generationen – die erste etwa Ende Mai, die zweite im Juli/August.
Der Befall durch den Feigen-Spreizflügelfalter entdeckt man an den oft eingerollten Blättern und dem feinen, weißen Gespinst, hinter dem sich die Raupe verbirgt.
Entfernt man das Gespinst, sieht man die typischen Fraß-Spuren der Raupe – fein skelettierte Blätter. Nach mehreren Tagen sieht man nur noch größere Löcher.